# Anna Rupprecht
Anna Rupprecht (29 de diciembre de 1996) es una deportista alemana que compite en salto en esquí.
Ganó dos medallas de oro en el Campeonato Mundial de Esquí Nórdico, en los años 2021 y 2023.

## Palmarés internacional
| Campeonato Mundial | Campeonato Mundial    | Campeonato Mundial | Campeonato Mundial  |
| Año                | Lugar                 | Medalla            | Prueba              |
| ------------------ | --------------------- | ------------------ | ------------------- |
| 2021               | Oberstdorf (Alemania) | Medalla de oro     | TN por equipo mixto |
| 2023               | Planica (Eslovenia)   | Medalla de oro     | TN por equipo       |